# Clapham
Clapham là một quận ở Nam Luân Đôn, Anh, trong Khu Lambeth của Luân Đôn, một phần nhỏ hơn thuộc Khu Wandsworth của Luân Đôn. Theo điều tra dân số ăm 2001, Clapham có dân số vào khoảng 65.513 cư dân.